# 제10회 서울독립영화제
제10회 서울독립영화제는 1984년 9월 20일에 열린 시상식이다.

## 수상 및 후보

### 최우수작품상
- 터널 - 김경식 수상

### KT&G상상마당상
- 백일몽 - 이정국 수상
- 강아지 죽는다 - 박광우 수상

### 기획상
- 해모수여 - 김상범 수상

### 촬영상
- 터널 - 신현중 수상

### 편집상
- 한국환상곡 - 안태근 수상

### YES24상
- 피타고라스의 화움 - 백승균 수상
- 귀로 - 박광우 수상